# Francesco Camilotti
Francesco Camilotti (Padova, 1894 – Padova, 1945) è stato un dirigente sportivo, avvocato e calciatore italiano, di ruolo attaccante. È stato il presidente del Padova dal 1943 al 1945.

## Carriera
Già giocatore del Padova nei primi anni venti, 4 presenze in totale nelle stagioni 1920-1921 e 1923-1924, nel 1943 ne diventa anche presidente riuscendo a iscrivere la squadra, che durante la Seconda guerra mondiale si trovava in forti difficoltà, al Campionato dell'Alta Italia del 1944.